# August Enna
August Emil Enna (født 13. maj 1859 i Nakskov, død 3. august 1939 i København) var en dansk musiker og komponist, som mange kender som ”en dansk komponist på 4 bogstaver” fra deres krydsogtværs.

## Liv
Bedstefaderen, en indfødt italiener (måske fra byen Enna på Sicilien), var efter napoleonskrigene, hvor han tjente som soldat, indvandret til Danmark med sin tyskfødte hustru. August Enna fødtes i Nakskov på Lolland hvor faderen var skomager. Familien flyttede til København i 1870, hvor August blev skomagerlærling, men også fik musikundervisning (violin, klaver og teori) med Christian Schiørring som violinlærer og organisten Peter Rasmussen i teori. Han blev violinist bl.a. i byorkestret I Björneborg (Pori) I Finland og vist også i Sverige. I 1883 vendte han tilbage til Danmark for at blive musikdirektør for Werner’s Teaterselskab, et omrejsende turneteater.
I 1884 havde han komponeret sin første opera, Agleia, nogle klaverstykker, og instrumentale værker, og i 1886 en symfoni (i c-mol), som fangede Niels W. Gades interesse. I 1890/91 var han kapelmester på Dagmarteatret i København. Derefter levede han af at komponere og af kortere engagementer, i sine sidste år vist med noget besvær. I 1908 blev han titulær professor.
Med støtte fra Gade fik han Det anckerske Legat, hvilket satte ham i stand til at tage på et studieophold i Leipzig (1888-89), hvor han skrev sit gennembrudsværk, operaen Heksen (uropført 1892). Derefter havde han stor succes med sine operaer, bl.a. Kleopatra (1894), Den lille Pige med Svovlstikkerne (1897), Gloria Arsena (1917) og Komedianter (1920). Flere af disse blev opført på adskillige europæiske scener og gjorde Enna til tidens bedst kendte danske komponist i udlandet. Således blev Ennas operaer foruden i København opført med succes i bl.a. Berlin, Hamburg, Weimar, Magdeburg og Köln.
August Enna var Ridder af Dannebrog. Han er begravet på Frederiksberg ældre kirkegård.

## Værker
August Enna skrev i en højromantisk stil, der for længst var gået af mode, da han døde i 1939. Da var han næsten glemt. Det eneste af hele hans produktion, der stadig optræder på koncertprogrammerne, er ouverturen til Den lille Pige med Svovlstikkerne. Ouverturen indeholder alle temaerne som et koncentrat af den lille enaktsopera, der kun varer lidt over en halv time. Hans musik karakteriseres som ikke speciel ”dyb”. Den udspringer af inspiration fra Wagner og Verdi såvel som fra den danske romantiske tradition. Enna havde en god fornemmelse for teatrets virkemidler, havde en fin melodisk åre og mestrede orkestreringskunsten. Ennas operaer, som med kombinationen af imødekommende, sangbar melodik og stor Wagnersk orkesterfylde viste sig som en strålende eksportvare. Sideløbende hermed skrev han et antal mindre prætentiøse, populært og praktisk anlagte værker med særligt henblik på opførelse på de små danske provinsteatre med begrænsede ressourcer. Heraf havde flere af operaerne folkekære H.C. Andersen-forlæg.
Til forskel fra andre lande i Europa, fik de senromantiske danske komponister i første halvdel af 1900-tallet ikke megen opmærksomhed og ikke mange chancer for at få deres musik opført, så efter 1. verdenskrig var Ennas tid som succeskomponist forbi. I sin samtid var han blandt de internationalt mest opførte danske operakomponister nogensinde, hvad han for den sags skyld stadigvæk er.
Udover operaer og teatermusik skrev Enna en violinkoncert, som uropførtes i Carnegie Hall i New York, to symfonier, forskellig andet orkestermusik samt en del sange og små klaverstykker.

## Musikken efter årstal
- Concertouverture (1880)
- Adagio for violin (1880)
- Romance for vioin (1880)
- Valses Brillants (1880)
- En Idyl (operette 1881)
- Qui pro quo (lystspil (1882)
- En landsbyhistorie (operette 1883)
- Areta (operette 1884)
- Agleia (opera 1884 ikke opført)
- Suite for orkester (ca. 1884)
- Symfoni nr. 1 i c-mol (1886)
- Tre sange på volapük (1887)
- Fem Klaverstykker (Menuet, Barcarole, Melodie, Gavotte, Scherzino – 1887)
- op. 5 Heksen (opera 1889)
- Udløst (skuespil 1891)
- Fem Sange for en Sangstemme med Pianoaccomp (1892)
- op. 6 Kleopatra (opera 1893)
- op. 8 Aucassin og Nicolete (opera 1895) – tekst af Sophus Michaëlis
- Scherzo (Digt af Sophus Michaëlis – 1896)
- op. 12 Den lille pige med svovlstikkerne (opera 1897)
- Kongesønner (skuespil 1897)
- Violinkoncert i D-dur (1897)
- Barcarole for Violin og Piano (1898)
- Romance (violin og orkester/klaver – 1898)
- Lamia (opera 1898)
- Kantate til Industri- og Haandværkerforeningens udstilling i Nakskov (1898)
- Lamia (opera 1899)
- Seks Digte af H.C.Andersen 1ste Hefte (1899)
- Hyrdinden og Skorstensfejeren (pantomime/ballet 1900)
- op. 10 Prinsessen på ærten (opera 1900)
- Barcarole (1900)
- Ib og lille Christine (opera/melodrama 1902)
- Trylledrikken (syngestykke 1902)
- op. 13 Ung elskov (opera – omarbejdelse af Lamia – 1903)
- Skitsebogen (klaver 1904-05)
- Små noveller (klaver 1904-05)
- Klaverstykker (1904-09)
- Poetiske tonebilleder (klaver 1904-09)
- Santa Cæcilias guldsko (ballet/pantomime 1905)
- Märchen (symfoniske billeder – 1905)
- Symfoni nr. 2 i E-dur (1905)
- H.C. Andersen (festouverture 1905)
- Yduns Æbler (syngestykke 1906)
- Halfred Vandraadeskjald (skuespil 1906)
- Mutterliebe (kor 1907)
- Bellman (sceneværk i 4 billeder 1907)
- Historien om en moder (kor 1907)
- Kleine Novellen für Klavier (1909)
- Lyrisches Album für Klavier (1912)
- op. 20 Nattergalen (opera 1912)
- op. 21 Gloria Arsena (opera 1913)
- Kronbruden (skuespil 1913)
- Elskovs guld (pantomime 1914)
- Violinromance. Forspil til Kronbruden (?? 1915)
- Komedianter (opera 1916)
- Valses amoroso (klaver 1917)
- Børnene fra Santa-Fé (opera 1918)
- Don Juan Maraña (opera 1925)
- Afrodites præstinde (opera 1925 ikke opført)
- Rusland, Moder (sang og klaver – 1927)
- Kysset (ballet 1927)
- Symfonisk fantasi (orgel og orkester – 1930)
- Ghettoens dronning (opera 1932 ikke opført)
- Vidste du? (sange 1937-39)
- Rosenknoppen (sange 1940-42) Posthumt????

## Musik med opusnr.
- op. 2 3 lette karakterstykker, (Lille Idas Blomster, Ole Lukøje, Tommelise)
- op. 4 Karakterstykker (klaver)

## Musik uden tidsangivelse
- Ca. 10 ouverturer (til det omrejsende teaterselskab)
- Drei Klavierstücke (Auf der Haide, Ib und Kirstine, Zigeunertanz)
- Fem Sange (med Klaver af H. Heine og von Hase)
- 12 med posten (ballet)
- Der verlorne Kopf (pantomime)
- koncertarier
- Der var en gammel Konge (”Es war ein alter König” af H. Heine)
- In memoriam (Hymne af Viggo Stuckenberg)
- Tre Sange (af Sophus Michaëlis, med klaver)
- Skizzenbuch (Klavierstücke für die Jugend)
- Scherzino for Klaver
- Sange – Lieder af H.C. Andersen (med Klaver)
- Hvor skulle jeg kunne glemme dig (sang)
- Vidste Du (sang)
- Sorg (sang)
- Sommeraften (sang)
- Jeg kommer med angst (sang)
- Avis aux lectrices (sang)

Reesen, Emil: Fantasi over Kompositioner af August Enna for Orkester. 1945